# ディック・パウンド

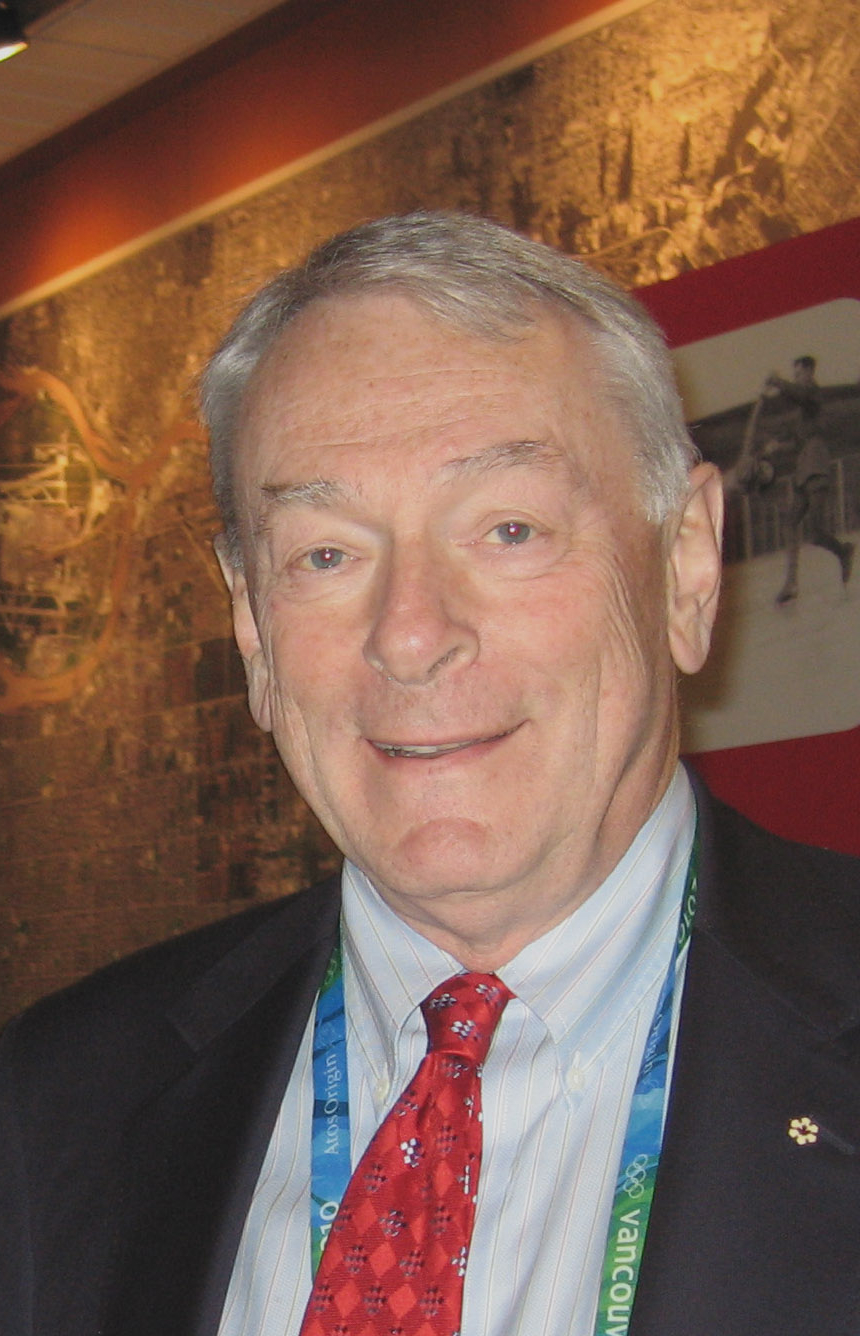
ディック・パウンド

“ディック”リチャード・ウィリアム・ダンカン・パウンド（Richard William Duncan "Dick" Pound、1942年3月22日 - ）は、カナダの元競泳選手・勅撰弁護士。1978年から国際オリンピック委員会（IOC）委員。

## 来歴
パウンドはオンタリオ州セントキャサリンズで生まれ、6歳の頃にブリティッシュコロンビア州に引っ越す。
1962年にオーストラリアの西オーストラリア州パースで行われたコモンウェルスゲームズでは、110ヤード自由形で金メダルを獲得。引退後はカナダオリンピック委員会会長、1978年からIOC委員を務めている他、世界アンチ・ドーピング機関（WADA）初代会長を歴任。
サマランチ政権では2度に渡りIOC副会長を務めていた。
1999年から10年間、マギル大学の総長を歴任。
現在は五輪・パラ五輪の放送を統括するオリンピック放送機構の会長を務めている。

## 勲章
1992年にカナダ勲章、1993年にケベック国家勲章を受章。2005年には『タイム』選出「世界で最も影響力のある100人」に選ばれている。